# يوم القراءة
يوم القراءة هو مناسبة سنوية تقام في الخرطوم العاصمة السودانية؛ وهو أحد مشاريع مجموعة تعليم بلا حدود السودانية. يهدف المشروع إلى تشجيع المجتمع السوداني بكافة تشكيلاته وتوجهاته على الاهتمام بالقراءة كجزء أساسي من عملية الاهتمام بقضايا التعليم. كانت تلك أول وأكبر فعالية للقراءة في السودان، حيث شارك فيها أكثر من 3000 شاب وشابة من شباب الخرطوم في الساحة الخضراء في السادس من أكتوبر 2012، وكانت الفعالية بشعار (نقرأ لنرتقي).
بدأت الفعالية كفكر من المدون السوداني عبد السلام الحاج أحد المتطوعين في تعليم بلا حدود وأقيمت في الساحة الخضراء إحدى أكبر الساحات والمساحات الخضراء في مدينة الخرطوم وتوافد الشباب من مختلف أنحاء الولاية.
في السنوات اللاحقة تطورت فعالية يوم القراءة لتشمل مدناً سودانية أخرى كود مدني وبورتسودان وشندي. إضافة إلى مدن خارج السودان في أوروبا وأفريقيا وآسيا وأمريكا وكندا.

## أهداف مشروع يوم القراءة
- إعادة تشجيع القراءة بين أواسط الشباب.
- تحفيز كافة الشرائح الاجتماعية على القراءة
- تعزيز روح المشاركة الفعالة لدى القراء
- جعل القراءة في الأماكن العامة عادة طبيعية وليس شيئا مستهجنا.

## يوم القراءة الثاني 2013

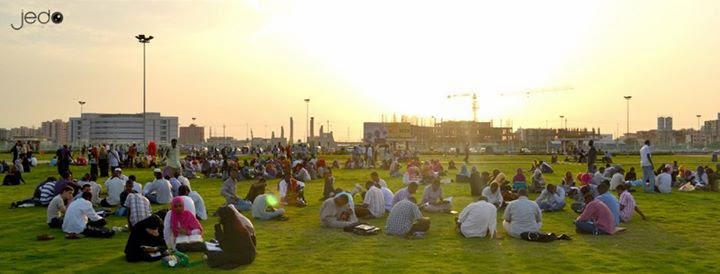

تزامنت فاعلية يوم القراءة الثانية التي كانت في 23/4/ 2013 مع اليوم العالمي للكتاب وحقوق المؤلف، الذي يصادف 23 إبريل من كل عام. وهو اليوم الذي يصادف رحيل الشاعر وليم شكسبير والشاعر الإسباني ميغل سيرفنتس، وغيرهما من الأدباء. وجاءت هذه الاحتفالية بمبادرة أطلقتها منظمة اليونسكو عام 1995؛ حيث خصصت منظمة الأمم المتحدة للتربية والعلوم والثقافة يوم 23 إبريل يوماً عالمياً للكتاب وحقوق المؤلف. ولأن ملايين الناس يحتفلون بهذا اليوم في أكثر من مائة بلد حول العالم في إطار الجمعيات والمدارس والهيئات العامة والتجمعات المهنية والمؤسسات الخاصة، نجح اليوم العالمي للكتاب وحقوق المؤلف خلال هذه الفترة الطويلة في تعبئة الكثير من الناس، من جميع القارات والمشارب الثقافية، لصالح قضية الكتاب وحقوق المؤلف. فقد أتاحت لهم هذه المناسبة الفرصة لاكتشاف عالم الكتاب بجوانبه المتعددة وتقديره حق قدره والتعمق فيه، ونعني بذلك: الكتاب بوصفه وسيلة للتعبير عن القيم وواسطة لنقل المعارف، ومستودعا للتراث غير المادي؛ ونافذة يستشرفون منها على التنوع الثقافي ووسيلة للحوار؛ وثمرة لجهود مبدعين يكفل قانون حقوق المؤلف حمايتهم. كل هذه الجوانب كانت موضع مبادرات كثيرة في مجال التوعية والترويج أتت بنتائج ملموسة.